# Список эпизодов телесериала «Убежище»
Список серий канадского фантастического телесериала «Убежище». Первоначально создавался как 8 эпизодов для просмотра в интернете, позже был адаптирован для телевидения.
Всего снято 59 телевизионных эпизодов и 8 веб-эпизодов.
| Сезон | Сезон | Эпизоды | Оригинальная дата показа | Оригинальная дата показа |
| Сезон | Сезон | Эпизоды | Премьера сезона          | Финал сезона             |
| ----- | ----- | ------- | ------------------------ | ------------------------ |
|       | W     | 8       | 14 марта 2007            | 30 августа 2007          |
|       | 1     | 13      | 3 октября 2008           | 5 января 2009            |
|       | 2     | 13      | 9 октября 2009           | 15 января 2010           |
|       | 3     | 20      | 15 октября 2010          | 20 июня 2011             |
|       | 4     | 13      | 7 октября 2011           | 30 декабря 2011          |

## Веб-эпизоды
| # | Название        | Режиссёр   | Сценарист      | Оригинальная дата показа |
| --- | --------------- | ---------- | -------------- | ------------------------ |
| W.1 | «Webisode I»    | Мартин Вуд | Дэмиан Киндлер | 14 мая 2007              |
| Пока идут поиски мальчика с опасными способностями, доктор Хелен Магнус встречает Уилла Циммермана, который вполне может стать её новым помощником...                                                     |                 |            |                |                          |
| W.2 | «Webisode II»   | Мартин Вуд | Дэмиан Киндлер | 28 мая 2007              |
| Пока Уилл втягивается в мир Магнус, таинственные силы собираются на охоту. И среди них есть кто-то из далекого прошлого Магнус...                                                                         |                 |            |                |                          |
| W.3 | «Webisode III»  | Мартин Вуд | Дэмиан Киндлер | 11 июня 2007             |
| Истоки таинственного мальчика-мутанта выяснены, как и отношения Магнус с Друиттом. Эшли тем временем разыскивает Эрни Уоттса — поставщика оружия и охотника на монстров — но находит только неприятности. |                 |            |                |                          |
| W.4 | «Webisode IV»   | Мартин Вуд | Дэмиан Киндлер | 25 июня 2007             |
| Магнус противостоит Друитту, а Уилл вынужден выбирать между старой жизнью и миром Магнус. |                 |            |                |                          |
| W.5 | «Webisode V»    | Мартин Вуд | Дэмиан Киндлер | 16 июля 2007             |
| При исследовании древнего склепа Магнус и её команда натыкаются на трёх женщин и смертоносных тварей, охраняющих их. Эшли начинает интересоваться своим отцом.                                            |                 |            |                |                          |
| W.6 | «Webisode VI»   | Мартин Вуд | Дэмиан Киндлер | 30 июля 2007             |
| Расследования трёх женщин из склепа продолжается. Магнус находит подтверждение своей теории. Охота Эшли на контрабандистов даёт неожиданный результат.                                                    |                 |            |                |                          |
| W.7 | «Webisode VII»  | Мартин Вуд | Дэмиан Киндлер | 16 августа 2007          |
| Уилл становится жертвой влияния трёх женщин из склепа. Эшли во время охоты терпит неудачу... |                 |            |                |                          |
| W.8 | «Webisode VIII» | Мартин Вуд | Дэмиан Киндлер | 30 августа 2007          |
| Магнус, Уилл и Бигфут защищают Убежище от нападения. Эшли сражается с почти непобедимым врагом... |                 |            |                |                          |

## Телесериал

### 1 сезон (2008—2009)
| No. | #  | Название                                                 | Режиссёр           | Сценарист                                                   | Оригинальная дата показа | Зрители США (в миллионах) |
| --- | -- | -------------------------------------------------------- | ------------------ | ----------------------------------------------------------- | ------------------------ | ------------------------- |
| 1 | 1  | «Убежище для всех. Часть 1» «Sanctuary for All (Part 1)» | Мартин Вуд         | Сюжет: Дэмиан Киндлер Сценарий: Сэм Иган и Дэмиан Киндлер   | 3 октября 2008           | 2.7                       |
| Старик и двое полицейских убиты странным придатком, прикрепленным к мальчику из Восточной Европы. Сам мальчик исчезает во время полицейского расследования. Судебный психиатр Уилл Циммерман приступает в расследованию, в процессе которого встречает Хелен Магнус, 157 летнего ученого, которая верит, что Уилл может стать её новым протеже. Магнус возглавляет сеть секретных Убежищ, рассчитанных на существ, известных как «абнормалы». Она тоже отслеживает Алекси, но в отличие от полиции хочет помочь ему. Эшли — дочь Магнус — ловит мальчика, и Магнус предлагает Уиллу поработать с ним... |    |                                                          |                    |                                                             |                          |                           |
| 2 | 2  | «Убежище для всех. Часть 2» «Sanctuary for All (Part 2)» | Мартин Вуд         | Сюжет: Дэмиан Киндлер Сценарий: Сэм Иган и Дэмиан Киндлер   | 3 октября 2008           | 2.7                       |
| Уилл узнает, что придаток Алекси убивает только если он чувствует страх. Мальчик является жертвой мутации, вызванной Чернобыльской катастрофой. В то время как Алекси устраивается в своем новом доме, Магнус узнает, что её бывший жених Джон Друитт, находится в городе и разыскивает её. Выясняется, что в Лондоне викторианской эпохи Друитт обучился телепортации, что привело к повреждению мозга — Друитт потерял рассудок. Убив нескольких проституток, Друитт становится известен как Джек Потрошитель. Он приходит к Магнус, потому что он умирает и ему нужна её кровь. Магнус отдаёт ему шприц с ядом, Друитт телепортируется, дальнейшая его судьба неизвестна. В конце концов, после спасения Эшли, Уилл решает принять предложение Магнус. |    |                                                          |                    |                                                             |                          |                           |
| 3 | 3  | «Мираж» «Fata Morgana»                                   | Мартин Вуд         | Сюжет: Дэмиан Киндлер и Мартин Вуд Сценарий: Дэмиан Киндлер | 10 октября 2008          | нет данных                |
| Команда Магнус находит древний склеп, в котором похоронены три женщины. Уилл приводит в действие механизм, который пробуждает женщин. Позже они вспоминают, как принесли разрушение в одну из деревень. Магнус считает, что они — Морриган, которые были призваны сеять смерть среди врага на поле боя. Уилл пытается убедить их, что они свободны и им больше не нужен хозяин. Команда узнаёт о Культе и их заговоре с целью подчинить себе абнормалов. Несколько хранителей склепа захватывают Убежище, чтобы вернуть Морриган. После увещеваний Уилла Морриган сдаются. |    |                                                          |                    |                                                             |                          |                           |
| 4 | 4  | «Складывающийся человек» «Folding Man»                   | Джеймс Хед         | Сэм Иган                                                    | 17 октября 2008          | нет данных                |
| Расследуя серию загадочных грабежей, где подозреваемые исчезают, команда Убежища сталкивается с группой абнормалов с возможностью "сложить" их тела, что позволяет им протиснуться в очень маленькие помещения. Установлено, что банда складных мужчин крадёт золото, которое будет использоваться в качестве рекреационного наркотика, чтобы облегчить боль от складывания. Малкольм Докинз, которого они захватили, утверждает, что хочет помочь остановить банду. Тем не менее, как позже выяснилось, он является их лидером, и он всего лишь заманивал их в ловушку. Однако, остальные члены банды поворачиваются против него, и они освобождены. |    |                                                          |                    |                                                             |                          |                           |
| 5 | 5  | «Куш» «Kush»                                             | Мартин Вуд         | Дэмиан Киндлер                                              | 24 октября 2008          | нет данных                |
| Уилл и Магнус попадают в авиакатастрофу на Гиндукуш, когда возвращаются с захваченным абнормалами. Пока спасательная команда в пути, существо убивает выживших одного за другим, манипулируя мечтами своей жертвы, а также принимая любую форму. В конце концов только Уилл, Магнус и доктор Элиссон Грант остаются в живых. Позже выясняется, что существо убило Грант и взяло её форму. Оно обманом выводит Уилла на улицу и превращается в него, чтобы убить Магнус. Тем не менее, она разоблачает самозванца (существо не знает, что Магнус ненавидит кофе — факт, который Уилл не мог не знать), и убивает его. |    |                                                          |                    |                                                             |                          |                           |
| 6 | 6  | «Комочки» «Nubbins»                                      | Питер Делуиз       | Сэм Иган                                                    | 7 ноября 2008            | нет данных                |
| Эшли приносит домой двух очаровательных и, казалось бы, безобидных абнормалов, которых она называет "комочками". Однако они быстро размножаются и перенаселяют Убежище. Один из защитных механизмов комочков — освобождение феромонов, которые затрудняют их поимку. В попытке взять под контроль численность комочков, команда высвобождает естественного врага комочков, но хищник и жертвы меняются ролями. В конце концов, команда Убежища заманивает комочков в ловушку. Команда понижает температуру окружающей среды комочков и берёт под контроль их численность. |    |                                                          |                    |                                                             |                          |                           |
| 7 | 7  | «Пять» «The Five»                                        | Мартин Вуд         | Дэмиан Киндлер                                              | 14 ноября 2008           | нет данных                |
| Во время чтения лекций в Риме, Магнус встречает старого знакомого Николу Теслу. Он предупреждает её, что Культ охотится на неё. Друитт возвращается в поле зрения Эшли и говорит, что смог подавить свой гнев, когда Тесла оживил его. Он говорит ей, Тесла опасен и они должны его остановить. Друитт рассказывает, что он, Магнус и Тесла были членами группы «Пять» — секретной группы учёных викторианской эпохи. Каждый член ввёл себе чистую кровь вампира, которая дала им некие способности (телепортация у Друитта, долголетие у Магнус, вампиризм у Теслы). Тесла убивает наёмников Культа, но оживляет их в качестве своих приспешников собственной кровью. Друитт вмешивается и убивает Теслу, прежде чем он может убить Магнус, и телепортируется вместе с ней. Тем временем, Уилл и Бигфут исследуют таинственные нападения на Убежище. Преступником оказался змей-абнормал. Его остановил Генри Фосс, который, как оказалось, является оборотнем.                                                               |    |                                                          |                    |                                                             |                          |                           |
| 8 | 8  | «Эдвард» «Edward»                                        | Брентон Спенсер    | Сэм Иган                                                    | 21 ноября 2008           | 1.746                     |
| Детектив Джо Кавана привлекает Уилла к расследованию самоубийства. Сын жертвы Эдвард имеет необычную способность: он может рисовать очень быстро и точно. Через его рисунки команда узнаёт о брате мальчика. Между тем, Эшли пытается свыкнуться с мыслью, что Друитт её отец. Генри хочет сделать операцию, чтобы избавиться от своих способностей, но, помогая Эдварду, он меняет решение. |    |                                                          |                    |                                                             |                          |                           |
| 9 | 9  | «Реквием» «Requiem»                                      | Мартин Вуд         | Дэмиан Киндлер                                              | 5 декабря 2008           | 1.538                     |
| Магнус и Уилл отправляются в Бермудский треугольник, чтобы ответить на сигнал бедствия, о котором они узнают от Салли, русалки, живущей в Убежище. Салли получила послание от её родственников об их бедственном положении, однако, Магнус и Уилл прибывают слишком поздно. Когда Магнус осматривает труп, она тоже заражается, и паразит угрожает взять на себя её мыслительные процессы. Чтобы предотвратить это, она опускает подводную лодку все глубже и глубже в надежде, что паразит не выдержит давления. Но это не работает — паразит подавляет её и пытается подтолкнуть к убийству Уилла. Уилл запирает Магнус в комнате и выкачивает оттуда кислород. Магнус умирает, паразит покидает её тело, Уилл оживляет Магнус. |    |                                                          |                    |                                                             |                          |                           |
| 10 | 10 | «Бойцы» «Warriors»                                       | Брентон Спенсер    | Сюжет: Питер Моэн Сценарий: Сэм Иган                        | 12 декабря 2008          | нет данных                |
| Магнус и Эшли помогают Уиллу в расследовании исчезновения его старого друга Дэнни. Они находят человека, который оказывается давно потерянным отцом Хелен — Грегори Магнусом. Но он ничего не помнит о прошлой жизни. Хелен обнаруживает паразита, блокирующего воспоминания отца и удаляет его. Он сообщает ей, что Культ стоит за исчезновением Дэнни. Кроме того Культ использует паразитов, чтобы превращать людей в агрессивных абнормалов. Культ захватывает Уилла, превращает его в монстра и отправляет на бой с Дэнни. Магнус, Эшли и Генри находят склад и останавливают его работу. Уилл и Дэнни возвращаются в свой прежний облик. |    |                                                          |                    |                                                             |                          |                           |
| 11 | 11 | «Инстинкт» «Instinct»                                    | Стивен А. Эдельсон | Дэмиан Киндлер                                              | 19 декабря 2008          | 1.520                     |
| Ведущая прогноза погоды Эми Сондерс и оператор Зак Пенсер пытаются получить свой первый эксклюзивный репортаж со склада, где были зверски убиты три человека. Они сталкиваются с командой Убежища, которые выслеживают абнормала. В одном из контейнеров обнаружены яйца. Команда убежища и репортёры решают заманить монстра в контейнер и запереть там. Однако они обнаруживают, что абнормал был не один. Они убивают его, но существо успевает смертельно ранить Зака. Сондерс дает обещание не выпускать видео и Магнус отдаёт ей кассету. Сондерс готовит сенсацию, но на записи обнаруживает послание Магнус. |    |                                                          |                    |                                                             |                          |                           |
| 12 | 12 | «Откровение. Часть 1» «Revelations (Part 1)»             | Мартин Вуд         | Сюжет: Сэм Иган и Дэмиан Киндлер Сценарий: Сэм Иган         | 29 декабря 2008          | 1.850                     |
| Культ запускает на Юконе/Аляске Лазаря, биологическое оружие, разработанное, чтобы сделать абнормалов агрессивными. Друитт возвращается в Убежище. Сэр Джеймс Уотсон, еще один член группы «Пять» и лидер британского Убежища, прибывает, чтобы подтвердить историю Друитта. Даром Уотсона становится ум и способность логически мыслить, и, поскольку он не имеет долголетия, то носит экзоскелет, который поддерживает его жизнь. Бигфут заражается и оказывается взаперти. Единственным способом создания вакцины является получение источника крови (флакон чистой крови вампира), который хранится в потерянном городе Бхаласаам в индийских Гималаях. Магнус, Уотсон и Друитт связываются с Кларой Гриффин, внучкой покойного Найджела Гриффина, даром которого была невидимость. Однако, когда они прибывают в Бхаласаам, они находят город в руинах. Между тем, Эшли и Генри были захвачены агентами Культа... |    |                                                          |                    |                                                             |                          |                           |
| 13 | 13 | «Откровение. Часть 2» «Revelations (Part 2)»             | Martin Wood        | Сюжет: Сэм Иган и Дэмиан Киндлер Сценарий: Дэмиан Киндлер   | 5 января 2009            | 2.000                     |
| Используя интеллект Уотсона, четыре члены группы из пяти находят вход в подземный комплекс. Там они находят Теслу, который пережил свою последнюю встречу с Друиттом, благодаря своим вампирским способностям. Все они должны работать вместе, чтобы получить флакон. В комплексе есть ряд задач для проверки способностей членов группы «Пять». Они успешно проходят все испытания и получают образец чистейшей крови вампира. Экзоскелет Уотсона приходит в негодность и он умирает. Между тем, Эшли узнает от лидера Культа Даны Уитком, что они намерены выпустить вирус по всему миру. Также они намерены обратиться Генри в оборотня навсегда. Тем не менее, он и Эшли сбегают и получают файлы, описывающие Лазаря. Команда возвращается в Убежище. Однако с Эшли что-то не так. Она крадёт флакон, используя способность к телепортации, которой раньше у неё не было. Команда считает, что файлы также подделка. В конце концов, Эшли прибывает на остров Пасхи, чтобы доставить кровь к Уитком и примкнуть к Культу. |    |                                                          |                    |                                                             |                          |                           |

### 2 сезон (2009—2010)
| No. | #  | Название                                       | Режиссёр           | Сценарист                    | Оригинальная дата показа | Зрители США (в миллионах) |
| --- | -- | ---------------------------------------------- | ------------------ | ---------------------------- | ------------------------ | ------------------------- |
| 14 | 1  | «Конец ночи. Часть 1» «End of Nights (Part 1)» | Мартин Вуд         | Дэмиан Киндлер               | 9 октября 2009           | 1.850                     |
| Спустя шесть недель после того, как Эшли Магнус присоединилась к Культу, Хелен Магнус и Джон Друитт разыскивают её. Эшли крадет жесткий диск, содержащий данные об эксперименте евгеники в Монреале под названием «Операция Монтана». Между тем, Никола Тесла разрабатывает лекарство против вируса «Лазаря», но абнормал Бигфут отказывается его принимать. Когда команда разыскивает подопытных «Монтаны», они сталкиваются с Кейт Фриландер, мошенницей, сотрудничающей с Культом. Кейт удается бежать, но Культу становится известно, что на столкнулась с Убежищем, поэтому Культ посылает отряд убийц, чтобы избавиться от неё. Кейт приходит в Убежище и сообщает Магнус всё, что ей известно о Культе. Когда команда прибывает на объект в Альберту, они сталкиваются с Эшли, которая была преобразована в вампира-гибрида кровью из затерянного города Бхаласаам. Они убегают, прежде чем Эшли может убить их. Культ с помощью ДНК Эшли создаёт пять других гибридов из подопытных «Монтаны» и объявляет войну сети Убежищ.        |    |                                                |                    |                              |                          |                           |
| 15 | 2  | «Конец ночи. Часть 2» «End of Nights (Part 2)» | Мартин Вуд         | Дэмиан Киндлер               | 16 октября 2009          | 1.766                     |
| Эшли и гибриды используют свои силы, чтобы уничтожить несколько Убежищ. Тесла и Генри Фосс разрабатывают оружие, которое может остановить гибридов. Их первое испытание оказывается неудачным и гибриды уничтожают лондонское Убежище и убивают Клару Гриффин. В ответ Тесла обновляет оружие, что позволяет защитить основное Убежище. Во время боя Бигфут, наконец, решает принять лекарство от Лазаря и помочь своим друзьям. Три гибрида погибают от оружия, а другой умирает, когда Генри активирует электромагнитный щит (гибрид испаряется при попытке телепортироваться). Магнус прорывается к Эшли, которая узнаёт её как раз вовремя, чтобы спасти от нападения последнего гибрида. Эшли захватывает гибрида и телепортируется в электромагнитном поле. |    |                                                |                    |                              |                          |                           |
| 16 | 3  | «Прощание» «Eulogy»                            | Брентон Спенсер    | Сара Б. Купер                | 23 октября 2009          | 1.694                     |
| Убежище вынуждено приютить нескольких абнормалов, пока другие Убежища восстанавливаются. Кейт случайно выпускает на волю потомство Стенопелабилиса, которого считали вымершим; существо растет быстро и сбегает из Убежища, чтобы посеять хаос в городе. Когда существо находят в канализации, Кейт обнаруживает, что существо думает, что она является его матерью. Между тем Тесла и Друитт уничтожают несколько ячеек Культа и выясняют, что лидер Культа Дана Уитком в бегах. Магнус считает, что Эшли всё ещё жива, так как электромагнитный щит дестабилизировали в то же время, когда она телепортировалась. В конце концов, её усилия оказываются бесплодными, и Магнус вынуждена признать, что Эшли мертва. |    |                                                |                    |                              |                          |                           |
| 17 | 4  | «Герой» «Hero»                                 | Мартин Вуд         | Алан МакКаллоу               | 30 октября 2009          | 1.606                     |
| Убежище встречает супергероя, называющего себя «Настройщик», который срывает попытку Убежища захватить опасного абнормала. Команда доставляет Настройщика в Убежище и выясняет, что он на самом деле человек, а его костюм состоит из насекомых-абнормалов, которые дают ему силу с помощью телепатии. Тем не менее, костюм постепенно убивает владельца, но не может быть никак удалён. Команда также имеет дело с колеантропусом, свободно разгуливающем в городе. Уолтер понимает, что скоро умрёт. Он желает снять костюм и его желание исполняется. В то же время, Кейт имеет дело с долгами её брата и человеком из тёмного прошлого самой Кейт. Она узнает, что банда использовала её брата, чтобы добраться до неё самой и получить доступ к Убежищу. Кейт срывает их планы, чем заслуживает доверие Магнус, которая приглашает её на постоянную работу. Несколько месяцев спустя команда узнаёт, что Уолтер успешно выпустил серию комиксов и продал права на их экранизацию.                                                      |    |                                                |                    |                              |                          |                           |
| 18 | 5  | «Ночные кошмары» «Pavor Nocturnus»             | Брентон Спенсер    | Дэмиан Киндлер и Джеймс Торп | 6 ноября 2009            | 1.420                     |
| Магнус пробуждает в разрушенном Убежище и подвергается нападению диких жестоких человекоподобных существ. От смерти её спасает группа выживших под предводительством Уилла. После дезинфекции Хелен узнаёт от Уилла, что она погибла три года назад. Она узнает, что неизвестная болезнь превратила людей в агрессивных существ. Уилл и Магнус вместе изучают файлы Хелен, но Уилл оказывается заражён. Он приносит себя в жертву, тем самым давая Хелен время на выяснение причин заражения. Магнус понимает, что во время миссии в Гондурасе, она нашла пузырек, в котором содержалось «лекарство» от её долголетия, но, принимая его, она также непреднамеренно выпустила болезнь, уничтожившую цивилизацию Майа. Прежде, чем до неё добираются существа, Магнус возвращается назад во времени в момент, когда она нашла флакон, который охраняют бестелесные абнормалы. Они показали её альтернативное будущее, возникшее из-за использования лекарства. Магнус оставляет лекарство на месте и возвращается в Убежище с пустыми руками. |    |                                                |                    |                              |                          |                           |
| 19 | 6  | «Фрагменты» «Fragments»                        | Стивен А. Эдельсон | Сара Б. Купер                | 13 ноября 2009           | 1.661                     |
| Одна из учёных Убежища, Рейчел, подвергается нападению абнормала, с которым она вела работу. Магнус узнаёт, что Рейчел инфицирована спорами Джека, а значит шансов выжить у неё почти нет. Генри исследует происхождение нехарактерного для Джека поведения и, в конце концов понимает, что муж Рейчел Джеральд отравил еду Джека в попытке убить Генри. Джеральд обвиняет его в отсутствии отношений с женой, он считает, что у Генри и Рейчел всё ещё есть чувства друг к другу. Он пытается заставить Генри превратиться в оборотня, но Генри восстанавливает контроль над собой. В конце концов Рейчел излечивается. |    |                                                |                    |                              |                          |                           |
| 20 | 7  | «Истина» «Veritas»                             | Аманда Таппинг     | Алан МакКаллоу               | 20 ноября 2009           | 1.439                     |
| Магнус обвиняют в убийстве Бигфута и отстраняют от управления Убежищем. Усилия Уилла по доказыванию невиновности Магнус оказываются бесполезными. В Убежище прибывает Триада — команда телепатов во главе с Эммой. Триады собираются выяснить, виновна ли Магнус, однако оказывается, что они не в состоянии проникнуть в разум Хелен из-за её психической неустойчивости. В процессе расследования выясняется, что Магнус возможно оставила в живых самого опасного абнормала — Большую Берту. Эмма собирается разыскать её, но Уилл и Кейт убеждают её, что Берта мертва. В конце концов, выясняется, что Бигфут инсценировал свою смерть по просьбе Магнус, а сама Магнус, которая подозревала Эмму, подсадила в себя паразита, давшего ей защиту от сил Триады. |    |                                                |                    |                              |                          |                           |
| 21 | 8  | «Следующий вторник» «Next Tuesday»             | Мартин Вуд         | Дэмиан Киндлер               | 4 декабря 2009           | 1.328                     |
| Во время перевозки редкого кальмара-вампира вертолёт Магнус и Уилла терпит крушение на списанной нефтяной платформе в Мексиканском заливе. Кальмар сбегает и начинает вести себя неадекватно. Причиной того, как позже выяснилось, был естественный враг кальмара — скорпион, который напал на вертолёт. Магнус решает уничтожить вертолёт. Скорпион падает в воду, где его уничтожает кальмар. Кальмар возвращается к мирному состоянию, а дым от взрыва становится сигналом для спасателей. |    |                                                |                    |                              |                          |                           |
| 22 | 9  | «Покаяние» «Penance»                           | Брентон Спенсер    | Алан МакКаллоу               | 11 декабря 2009          | 1.363                     |
| Встреча между Магнус и бывшим членом банды абнормалов Джимми, который должен был передать огненный Элементаль Убежищу, прерывается нападением группировки, у которой и был украден Элементаль. Глава этой группировки — раздражительный абнормал, ярость которого уравновешивается специальным устройством у него на шее. Раненая Кейт и Джимми уходят в подполье. Кейт узнаёт, что Джимми и был тем человеком, по чьей вине погиб отец Кейт. Генри пытается отыскать Кейт, но банда проникает в систему коммуникаций Убежища. Уилла захватывают члены банды. Магнус обманом освобождает его. Банда возобновляет преследование, но Джимми решает сдаться сам. Во искупление своей вины перед Кейт и чтобы «обезглавить» банду, Джимми проносит в брюшном кармане бомбу и подрывает себя. |    |                                                |                    |                              |                          |                           |
| 23 | 10 | «Спящие» «Sleepers»                            | Стивен А. Эдельсон | Джемс Торп                   | 18 декабря 2009          | 1.376                     |
| Расследование исчезновения молодых людей приводит Уилла и Магнус в реабилитационную клинику в Теслы в Мехико. Он рассказывает, что исцеляет людей, вводя им сыворотку, которая превращает их в вампиров, тем самым восстанавливая исчезнувший вид. Один из пациентов умирает и превращается в вампира. Он решает обратить своих друзей по клинике. Новоиспечённые вампиры похищают Теслу, но очень скоро понимают, что их цели сильно отличаются от целей Теслы. Команда Убежища находит Теслу и врывается в убежище вампиров. Тесла использует препарат, превращающий вампира в человека. Во время борьбы Тесла случайно вводит себе препарат. Он очень огорчён, но у него обнаруживается новая сила: магнетизм. |    |                                                |                    |                              |                          |                           |
| 24 | 11 | «Призрак» «Haunted»                            | Питер Делуиз       | Дэмиан Киндлер и Джеймс Торп | 8 января 2010            | нет данных                |
| Друитт спасает группу эмпатов с тонущего корабля у берегов Южной Африки. В Убежище начинаются загадочные убийства. Под подозрения попадает Друитт. Магнус убивает, а затем реанимирует его. Убежище в это время блокируется. Магнус и команда выясняют, что Убежищем управляет некое энергетическое существо, которое скрывалось в Друитте. Существо жаждет новых убийств, но Уилл совершает перезагрузку Убежища, позволяя Генри спасти людей. Генри на короткое время опускает щит, что позволяет забрать Друитту существо и телепортироваться. |    |                                                |                    |                              |                          |                           |
| 25 | 12 | «Кали. Часть 1» «Kali (Part 1)»                | Мартин Вуд         | Алан МакКаллоу               | 15 января 2010           | 1.493                     |
| Несколько послушных абнормалов по всему миру совершают нападения на людей, но в отличие от случая с вирусом «Лазаря» атакуют они из-за страха. Расследование приводит команду к Рави — главе Убежища в Мумбае, где был убит человек, связанный с древним культом Кали. Мумбаи оказывается эпицентром агрессии абнормалов. Убитый оказывается хозяином Макри — считавшегося вымершим паука, обитающего исключительно в теле человека-носителя. Макри перемещается в Уилла. Группа наёмников во главе с Эдвардом Форсайтом похищает Уилла, чтобы завладеть Макри, который оказывается связанным с Большой Бертой. Форсайт извлекает Макри из Уилла, а самого Уилла оставляет умирать. |    |                                                |                    |                              |                          |                           |
| 26 | 13 | «Кали. Часть 2» «Kali (Part 2)»                | Мартин Вуд         | Дэмиан Киндлер               | 15 января 2010           | 1.493                     |
| Уилла находят и стабилизируют его состояние. Хотя он уже не является хозяином Макри, у него сохраняется психическая связь с Кали, которая оказывается воплощением Большой Берты. Он покидает Убежище и бродит по улицам города в поисках Кали. Между тем Терренс Уэксфорд оказывает давление на руководства Убежищ. Он раскрывает тайну Магнус: вопреки всем рекомендациям она не уничтожила Большую Берту, которая способна сдвигать тектонические плиты. Форсайт прибывает в Индийский океан и приказывает Большой Берте вырастить остров посреди океана. Магнус пытается утихомирить Берту, но у неё ничего не выходит. Форсайт ослабляет контроль над Бертой. Уилл пользуется этим, чтобы обратиться к Кали. Он убеждает Кали, что её оставят в покое, если она прекратит активность. Кали соглашается, но Уэксфорд берёт командование сетью Убежищ на себя и стреляет в Берту, намереваясь убить её. Однако ему удаётся только разозлить Кали. Она отворачивается от Уилла и запускает цунами.                                         |    |                                                |                    |                              |                          |                           |

### 3 сезон (2010—2011)
| No. | #  | Название                                            | Режиссёр           | Сценарист       | Оригинальная дата показа | Зрители США (в миллионах) |
| --- | -- | --------------------------------------------------- | ------------------ | --------------- | ------------------------ | ------------------------- |
| 27 | 1  | «Кали. Часть 3» «Kali (Part 3)»                     | Мартин Вуд         | Алан МакКаллоу  | 15 октября 2010          | 1.787                     |
| Пока цунами движется к побережью Мумбая, Кейт помогает эвакуировать людей. Большая Берта парализует работу корабля Уэксфорда. Магнус отправляется на корабль Форсайта за помощью. Она выясняет, что Макри умер; Форсайт тоже на пороге смерти. Уилл узнаёт, что для того, чтобы он мог поговорить с Кали, он должен умереть. В загробной жизни Уилл уговаривает Кали и других существ рядом с ней остановить волну. Кали останавливает вторую волну цунами до того, как она успевает достичь побережья. Чтобы сохранить жизнь Большой Берте, Магнус «ослепляет» Уэксфорда, хотя он по прежнему стреляет в Берту и ранит её. Уилл просит существ сохранить Кали и его мир. Они удовлетворяют просьбу Уилла и сводят на нет последствия заключительной волны. Уилл возвращается к жизни, но он не помнит, что произошло с ним в другом мире. Магнус захватывает корабль и свергает Уэксфорда. |    |                                                     |                    |                 |                          |                           |
| 28 | 2  | «Файрвол» «Firewall»                                | Мартин Вуд         | Дэмиан Киндлер  | 22 октября 2010          | 1.380                     |
| Спустя несколько недель после происшествия с Кали у Уилла появляются повторяющиеся кошмары, в которых он вновь переживает встречу с существами во время своей смерти. В Убежище тем временем пробирается парочка странных абнормалов, способных хорошо маскироваться и взрываться, если их обнаружили. Магнус с помощью устройства заставляет Уилла вспомнить о том, что произошло с ним во время смерти. Уилл рассказывает, что там он встретил Грегори Магнуса, который передал ему загадочное послание с двумя цифрами. Хелен понимает, что послание связано с двумя подарками, которые оставил ей отец. С помощью этих подарков Магнус обнаруживает голограмму таинственного города. |    |                                                     |                    |                 |                          |                           |
| 29 | 3  | «Банковская работа» «Bank Job»                      | Питер Делуиз       | Джеймс Торп     | 29 октября 2010          | 1.479                     |
| Команда Убежище отправляется в хранилище банка, чтобы забрать оттуда яйцо редкого абнормала. На месте обнаруживается, что абнормал вылупился из яйца и вселился в человека. Чтобы удержать людей внутри банка, команда вынуждена организовать ограбление банка. Кейт обнаруживает запасной выход, а Генри тем временем вынужден бежать от полиции, не успев выявить абнормала среди двоих оставшихся заложников. Этими заложниками оказываются кассир, который является носителем абнормала, и охотник за головами, которому тоже нужен абнормал. Команда Убежища обманывает охотника и спасает кассира. Охотника за головами арестовывают и обнаруживают у него в сумке деньги. |    |                                                     |                    |                 |                          |                           |
| 30 | 4  | «След крови» «Trail of Blood»                       | Стивен А. Эдельсон | Джиллиан Хорват | 5 ноября 2010            | 1.257                     |
| Команда Убежища отправляется на поиски Теслы, затерянного в горах Колумбии. он атакован мутировавшими многоножками. После освобождения Теслы команда находит исследовательскую лабораторию Культа, в которой с помощью чистой крови вампира были созданы многоножки. Выясняется также, что тесла оказался здесь в поисках этой самой крови, чтобы снова стать вампиром. Магнус разрушает лабораторию и уничтожает многоножек, оставив Теслу с пустыми руками. Между тем, Кейт и Бигфут расследуют смерть отца Дженсона, священника, который помог Бигфуту отыскать Убежище в 1951 году. Убийцей оказывается детектив, разум которого находится под контролем. Оказывается в руках Бигфута и Кейт, он загадочным образом умирает. |    |                                                     |                    |                 |                          |                           |
| 31 | 5  | «Герой 2: Сломанная стрела» «Hero II: Broken Arrow» | Мэйрзи Элмос       | Алан МакКаллоу  | 12 ноября 2010           | 1.574                     |
| Во время эвакуации некоторых абнормалов группа наёмников пытается украсть насекомых, которые составили суперкостюм Уолтера. В ходе борьбы насекомые крепятся к Кейт и дают ей силу. Тем не менее, насекомые меняют её личность. Кейт сбегает, когда команд хочет помочь ей. Магнус узнаёт, что информация о костюме Уолтера стала известна внуку одного из друзей Магнус. Вёрджил утверждает, что костюм на самом деле был создан по заказу правительства. Магнус пытается поймать Кейт, чтобы костюм перешёл к Уолтеру. Однако насекомые обнаруживают, что Уолтер снимает фильм о костюме, и возвращаются к Кейт. Уолтер узнаёт, что Вёрджил собирается продать костюм русской мафии, а чтобы заполучить его, он убьёт Кейт. Уолтера ранят. Чтобы спасти ему жизнь, Магнус убеждает Кейт вернуть ему костюм. Уолтер останавливает Вёрджила и его людей. |    |                                                     |                    |                 |                          |                           |
| 32 | 6  | «Дух» «Animus»                                      | Мартин Вуд         | Миранда Квок    | 19 ноября 2010           | 1.259                     |
| Генри хочет узнать больше о своем прошлом. Он отправляется в Олдем, где находит объект, на котором тайно обитают оборотни. Глава этой общины создала средство, предотвращающее превращение. Однако если превращение всё же происходит, то оборотень становится агрессивным и его убивают. Генри попадает под влияние этого средства, но с помощью Уилла и Эрики он приходит в себя. Генри убеждает остальных, что превращение можно контролировать по собственному желанию. Тем временем, Тесла и Магнус пытаются раскрыть тайну города. В конце концов, они обнаруживают Полую Землю. |    |                                                     |                    |                 |                          |                           |
| 33 | 7  | «Нарушение» «Breach»                                | Мартин Вуд         | Дэмиан Киндлер  | 26 ноября 2010           | 1.483                     |
| По анонимному звонку Кейт, Уилл и Магнус отправляются на поиски абнормала в заброшенное здание. Однако абнормала там нет, и Кейт с Уиллом покидают здание. Магнус оказывается в ловушке внутри, снаружи время замирает. Там на неё нападает Адам Уорт, человек с расстройством личности по типу Джекила и Хайда, и который, как думала Магнус, умер сто лет назад. Он создал в здании поле времени, в котором он может телепортироваться, но только в защитной одежде. Магнус побеждает его. После этого Адам говорит, что знает о карте города и что Магнус нуждается в нём, если хочет спасти своего отца. |    |                                                     |                    |                 |                          |                           |
| 34 | 8  | «За короля и отечество» «For King & Country»        | Ли Уилсон          | Джеймс Торп     | 3 декабря 2010           | 1.472                     |
| Викторианская Англия. Адам пытается стать шестым членом команды «Пять», но постоянно получает отказ. Несколько лет спустя премьер-министр приказывает группе «Пять» остановить Адама, собирающегося распылить токсин по всему Лондону, в обмен на финансовую помощь правительства. После обезвреживания токсина Магнус преследует Адама в шахте, где тот прыгает в реку. Тело Адама пребывает в подземный город, где Адам оживает. Наши дни. Магнус находит Друитта в Камбодже, чтобы допросить его по поводу Адама. Он рассказывает Магунс, что и она и Адам теперь смертельно больны из-за прыжка во временном поле. Адам признаётся Уиллу, что лекарство, способное спасти Магнус находится под землёй. Однако Магнус отказывается подпускать Адама к голограмме города. Тесла находит устав Убежища и отстраняет Магнус от управления. Уилл становится главой Убежища и разрешает Адаму ознакомиться с картой подземного города. |    |                                                     |                    |                 |                          |                           |
| 35 | 9  | «Каратель» «Vigilante»                              | Стивен А. Эдельсон | Алан МакКаллоу  | 10 декабря 2010          | 1.410                     |
| Увидев карту города, Адам говорит, что им нужен камень, находящийся в Монголии. Магнус и Друитт забирают камень, однако карта отвергает его, так как он поддельный. Они отправляются в Гонконг, где находят настоящий камень. Между тем, Агент ФБР Эбби Корриган посещает Убежище в связи с расследованием убийства отца Дженсона и других жертв, умерших от аневризмы. Уилл, Кейт, Бигфут и Тесла обнаруживают связь между жертвами: убийца избавляется от абнормалов и их сторонников. Убийцей оказывается священник, считающий абнормалов богопротивной мерзостью. Он пытается сбежать, но Бигфут убивает его. Корриган находит Бигфута на месте преступления, и Уилл вынужден дать ей информацию об Убежище. Магнус в Тибете находит тайный ход и собирается отправиться туда. |    |                                                     |                    |                 |                          |                           |
| 36 | 10 | «Пещерные люди» «The Hollow Men»                    | Мартин Вуд         | Джеймс Торп     | 17 декабря 2010          | 1.474                     |
| Магнус, Уилл, Генри и Кейт прибывают ко входу в пещеры. Так как у них есть только один щит для вампирской крови, Тесла и Друитт остаются снаружи. Внутри пещеры оползень отделяет Генри и Кейт от Уилла и Магнус. На Уилла и Магнус нападает василиск, но их спасают пещерные люди. Генри и Кейт преодолевают ловушки и оказываются вместе с Магнус и Уиллом в плену. Понимая, что что-то пошло не так, Друитт и Тесла позволяют Адаму указать место для телепортации Друитта. Адам обманывает их, и Друитт оказывается в ловушке. Магнус, Уилл, Кейт и Генри оказываются в подземном городе под названием Праксис. Глава города Ранна приказывает казнить их за нарушение границ. |    |                                                     |                    |                 |                          |                           |
| 37 | 11 | «Навязанный мир» «Pax Romana»                       | Мартин Вуд         | Дэмиан Киндлер  | 15 апреля 2011           | 1.217                     |
| Ранна воскрешает Магнус, чтобы узнать, где находятся Грегори и Уорт. Магнус выясняет, что Праксис разрушается из-за геотермальной энергии, а суперабнормал Каинан, который контролирует город (как Кали), не отвечает. Магнус предлагает свою помощь в обмен на оживление её команды. После воскрешения они узнают, что Уорт прибыл, чтобы украсть источник питания, который, как он считает, имеет неограниченные возможности. В то время как Уилл и Генри ищут Уорта, Кейт, Ранна и Магнус разыскивают Грегори и пытаются спасти суперабнормала от паразита. После спасения Каинана Магнус и Ранна возвращаются, чтобы остановить Адама, но находят лишь надпись, сделанную его кровью: «Все долги оплачены. Джон». Они понимают, что Друитт убил Уорта. Между командой Магнус и Праксисом устанавливается мир, но с условием, что Магнус не будет пытаться связаться с городом. |    |                                                     |                    |                 |                          |                           |
| 38 | 12 | «Наследие» «Hangover»                               | Энди Микита        | Джеймс Торп     | 22 апреля 2011           | 1.424                     |
| Вернувшись в Убежище за час до визита инспектора ООН, Магнус находит его разгромленным. Сначала она сталкивается с избитым Генри, позже находит связанную Кейт. Оба не помнят, что произошло в отсутствие Магнус. Некоторое время спустя они находят Уилла и Бигфута, закрытого в лифте. Команда выясняет, что всё началось с нападения на Генри абнормала со странно агрессивным поведением, причина которому паразит Пинепекс, считавшийся вымершим. Паразит перепрыгивал с одного члена команды на другого, вызывая у них агрессию, пока не добрался до инспектора Лилиан Ли, которая прибыла в Убежище на день раньше. Её находят, избавляют от паразита и пытаются скрыть случившееся. Но Лилиан всё помнит. Однако Магнус убеждает хранить всё в секрете. |    |                                                     |                    |                 |                          |                           |
| 39 | 13 | «Одна ночь» «One Night»                             | Аманда Таппинг     | Дэмиан Киндлер  | 25 апреля 2011           | 0.868                     |
| Уилла и Эбби Корриган во время свидания похищает банда убийц. Они требуют спасти их главаря Горацио Гиббса — гибрида человека и абнормала, отравленного ядом. Команда Убежища узнаёт, что Корриган была замечена при покупке товаров из красного списка. Команда находит Уилла и Эбби, но Магнус решает повременить с их спасением, чтобы перехватить корабль с абнормалами. Уилл спасает Гиббса, после чего его заманивают на корабль и арестовывают. |    |                                                     |                    |                 |                          |                           |
| 40 | 14 | «Метаморфоз» «Metamorphosis»                        | Энди Микита        | Алан МакКаллоу  | 2 мая 2011               | 0.838                     |
| Уилл обнаруживает на лице чешуйчатую сыпь и постепенно мутирует в рептилию. Магнус думает, что он заразился в Полой Земле. Когда Магнус пытается связаться с Праксисом, ей отвечают, что болезнь Уилла неизлечима и его надо убить. Магнус продолжает искать лекарство. Уилл полностью трансформируется, его запирают. Магнус заходит в тупик, но скоро понимает, что Ранна оставила ей зашифрованное послание. Лекарство найдено, но Уилл покидает Убежище до того, как ему успевают его ввести. Команда находит его и обезвреживает. Через несколько дней Уилл, почти полностью излечившись, приходит в себя. |    |                                                     |                    |                 |                          |                           |
| 41 | 15 | «Двойное свидание» «Wingman»                        | Питер Делуиз       | Миранда Квок    | 9 мая 2011               | 0.756                     |
| Уилл и Генри собираются на двойное свидание с Эбби и Эрикой, когда Магнус просит их перевести личинку абнормала в доки. Однако личинка превращается во взрослого абнормала и сбегает в канализацию. Уиллу и Генри удаётся заманить абнормала обратно, имитируя брачный зов саки того вида. Отношениям Генри и Эрики приходит конец, когда они понимают, что Генри не покинет Убежища, а Эрика не переедет к нему. |    |                                                     |                    |                 |                          |                           |
| 42 | 16 | «Пробуждение» «Awakening»                           | Ли Уилсон          | Джиллиан Хорват | 16 мая 2011              | 0.815                     |
| Магнус и Тесла исследуют заброшенный город Праксиса в Восточной Африке, который когда-то захватили вампиры. Тесла попадает в вампирскую ловушку. Магнус и Тесла находят могилу королевы вампиров Афины. Магнус извлекает из могилы вещество, способное исцелить Теслу и вернуть ему способности вампира, но вместе с тем она случайно пробуждает королеву. Узнав о том, что все вампиры вымерли, Афина строит планы по возрождению своей армии с помощью Теслы. В то время как Тесла совершает побег, Афина делает Магнус заманчивое предложение: управление Праксисом в обмен на её свободу. Магнус отказывается и вместе с Теслой сбегает. Между тем, Кейт получает сообщение на старый адрес электронной почты от банды похитителей абнормалов. После завершения операции Уилл узнаёт, что Кейт работала с ними в юности. Кейт предупреждает главаря, что если он убьёт её, то за ним придёт Убежище. |    |                                                     |                    |                 |                          |                           |
| 43 | 17 | «Нормандия» «Normandy»                              | Мартин Вуд         | Дэмиан Киндлер  | 23 мая 2011              | 0.656                     |
| Нормандия, Франция, 5 июня 1944 года. Магнус, Уотсон и Гриффин работают с французским сопротивлением, чтобы уничтожить машину погоды, созданную Уотсоном, и используемую нацистами для победы над союзными войсками. Уотсон попадает в плен и его допрашивает Друитт, который, очевидно, работает на нацистов. Однако, оставшись вдвоём, он рассказывает, что теперь он сам по себе. Он также говорит, что убил Гитлера, а нынешний фюрер всего лишь двойник. Кроме того, он сообщает, что нацисты знают о его способностях и приняли необходимые меры. После того как нацисты захватывают её, Магнус узнаёт, что у них есть огненный элементаль, которого они контролируют погодной машиной. В это время Гриффин встречает отряд армии США под командованием капитана Джека Циммермана, предка Уилла, который вызволяет Магнус и Уотсона из плена. |    |                                                     |                    |                 |                          |                           |
| 44 | 18 | «Карантан» «Carentan»                               | Стивен А. Эдельсон | Джеймс Торп     | 6 июня 2011              | 0.915                     |
| Команда Магнус и Деклан отправляются в Карантан, Нормандия, чтобы исследовать ряд необъяснимых исчезновений. Среди исчезнувших оказывается Рави. Когда команда прибывает на место, они обнаруживают территорию под охраной тайной военной группировки. Магнус и Уилл тайком пробираются на территорию и оказываются под куполом, в котором время течёт гораздо медленнее. Там они обнаруживают поселение, в котором обитает Рави. Однако Рави постарел. Он рассказывает, что все, кто пытался выбраться из-под купола, погибли. Спустя несколько месяцев Магнус понимает, что купол растёт и скоро он охватит всю Землю. Уилл, Магнус и Рави оказываются перед дилеммой: если они разрушат купол, то все, кто родился под ним, умрут. Они решают, что 6 миллиардов жизней важнее нескольких сотен и создают устройство, дестабилизирующее купол. При попытке выбраться Рави погибает. Магнус решает найти источник купола. |    |                                                     |                    |                 |                          |                           |
| 45 | 19 | «Гром среди ясного неба» «Out of the Blue»          | Мартин Вуд         | Дэмиан Киндлер  | 13 июня 2011             | 1.201                     |
| Магнус и Уилл живут, как обычные люди без знания об Убежище. Уилл является кардиохирургом и женат на Эбби, а Магнус является художником. С течением времени оба они видят тревожные сны, в которых над ними проводят эксперимент. Они подозревают, что в их жизни нет ничего реального. Они также понимают, что всякий раз, когда они пытаются бежать, что-то держит их в этом мире. Чтобы выбраться из этого мира они решают покончить с собой. Они пробуждаются в реальном мире и обнаруживают, что находятся в лаборатории Св. Пьера Вёрджила, где Вёрджил и Генри работают над лекарством от яда червя-абнормала. Узнав, что несколько команд Убежища приведены в боевую готовность, Магнус, Уилл и Генри возвращаются домой. |    |                                                     |                    |                 |                          |                           |
| 46 | 20 | «Из-под земли» «Into the Black»                     | Дэмиан Киндлер     | Алан МакКаллоу  | 20 июня 2011             | 1.283                     |
| Убежище получает видео, на котором большая группа абнормалов из Полой Земли поднимается на поверхность в Южной Дакоте. Магнус убеждает корпус обороны ООН сдать абнормалов на поруки Убежищу. В одном из абнормалов Уилл узнаёт Феллон, которая пыталась свергнуть Ранну и теперь ищет убежища на поверхности. Магнус связывается с Друиттом, который сообщает ей, что Уорт всё ещё жив. Уорт намерен использовать украденный у праксианцев источник питания для создания машины времени, чтобы вылечить свою дочь. Однако, его действия вызовут разрушительные последствия на планете, как в Карантане. Магнус и Друитт прибывают в Праксис, но находят город разрушенным и заброшенным, а Ранна и Грегори Магнус возможно мертвы. Между тем, абнормал Тило организовывает восстание. Когда Уилл обнаруживает Феллон мёртвой, Тило считает его виновным и нападает на него. Уилл сбегает,а Тило берёт в заложники людей и Бигфута. Он требует освободить его народ, иначе он убьёт заложников. Уилл и Генри узнают, что восстание в лагере Тило было лишь уловкой, чтобы отвлечь внимание от армий абнормалов в Чили, Индонезии и России, которые собираются захватить поверхность. Магнус находит Уорта, но не может его остановить. Уорт активирует машину времени, и Магнус отправляется за ним в Лондон 1898 года. |    |                                                     |                    |                 |                          |                           |

### 4 сезон (2011)
| No. | #  | Название                                                     | Режиссёр           | Сценарист                    | Оригинальная дата показа | Зрители США (в миллионах) |
| --- | -- | ------------------------------------------------------------ | ------------------ | ---------------------------- | ------------------------ | ------------------------- |
| 47 | 1  | «Время» «Tempus»                                             | Мартин Вуд         | Дэмиан Киндлер               | 7 ноября 2011            | 1.380                     |
| Магнус отправляется в Лондон 1898 года, чтобы попытаться помешать Адаму Уорту спасти его дочь и изменить текущую временную линию. |    |                                                              |                    |                              |                          |                           |
| 48 | 2  | «Восстание» «Uprising»                                       | Аманда Таппинг     | Джеймс Торп                  | 14 октября 2011          | 1.323                     |
| Пока абнормалы из Полой Земли продолжают прибывать, Уилл, Генри, Кейт и Бигфут изо всех сил пытаются предотвратить войну с силами безопасности Лотос. В то же время они беспокоятся о Магнус, которая отправилась в Праксис как раз перед его уничтожением.     |    |                                                              |                    |                              |                          |                           |
| 49 | 3  | «Неприкасаемый» «Untouchable»                                | Стивен А. Эдельсон | Джиллиан Хорват              | 21 октября 2011          | 1.466                     |
| В Убежище приезжает с инспекцией представитель ООН. Под угрозой прекращения финансирования Магнус и Уилл должны предоставить полный отчет о провале операции в Индонезии. В то же время к Генри приезжает неожиданный гость с еще более неожиданными новостями. |    |                                                              |                    |                              |                          |                           |
| 50 | 4  | «Сезон дождей» «Monsoon»                                     | Мартин Вуд         | Дэмиан Киндлер               | 28 октября 2010          | 1.201                     |
| Магнус летит на отдаленный африканский остров, чтобы встретиться с новым тайным советником Убежища, но оказывается в эпицентре ситуации с заложниками. Тем временем неразбериха с контейнерами вынуждает Уилла и Генри выслеживать пропавшего абнормала.        |    |                                                              |                    |                              |                          |                           |
| 51 | 5  | «Сопротивление» «Resistance»                                 | Ли Уилсон          | Алан МакКаллоу               | 4 ноября 2011            | 1.258                     |
| Во время поисков беглого абнормала команда узнает, что Тесла возглавляет тайную исследовательскую лабораторию при управлении нацбезопасности, в которой ставят опыты на абнормалах.                                                                             |    |                                                              |                    |                              |                          |                           |
| 52 | 6  | «Возвращение домой» «Homecoming»                             | Робин Данн         | Дэмиан Киндлер и Джеймс Торп | 11 ноября 2011           | 1.319                     |
| Уилл сталкивается с непредвиденными трудностями во время поездки в Либерийское убежище, расположенное в Монровии. Тем временем к Магнус за помощью обращается пара летающих абнормалов.                                                                         |    |                                                              |                    |                              |                          |                           |
| 53 | 7  | «Ледокол» «Icebreaker»                                       | Мартин Вуд         | Мартин Вуд                   | 18 ноября 2011           | 1.203                     |
| Когда группа из Британского убежища попадает в неприятности на борту застрявшего в Беринговом море ледокола, Магнус и Уилл должны выяснить, кто стоит за этим таинственным происшествием на море.                                                               |    |                                                              |                    |                              |                          |                           |
| 54 | 8  | «Фуга» «Fugue»                                               | Дэмиан Киндлер     | Дэмиан Киндлер               | 25 ноября 2011           | 1.108                     |
| Таинственный абнормал нападает на Эби и Магнус и Уилл выясняют, что единственный способ общения с ним — при помощи музыки. |    |                                                              |                    |                              |                          |                           |
| 55 | 9  | «Химера» «Chimera»                                           | Мартин Вуд         | Джеймс Торп                  | 29 ноября 2011           | 0.955                     |
| Магнус и Тесла оказываются в ловушке в виртуальной версии Убежища, где их атакует аватар Уорта, который намерен вырваться в реальный мир. |    |                                                              |                    |                              |                          |                           |
| 56 | 10 | «Помощник» «Acolyte»                                         | Ли Уилсон          | Алан МакКаллоу               | 9 декабря 2011           | 1.505                     |
| Кейт возвращается из Полой Земли с новостями о том, что тамошние мятежники готовы нанести удар по цели на поверхности и, возможно, им помогает один из членов команды Убежища.                                                                                  |    |                                                              |                    |                              |                          |                           |
| 57 | 11 | «Живая вода» «The Depths»                                    | Мартин Вуд         | Джиллиан Хорват              | 16 декабря 2011          | 1.281                     |
| Во время охоты на легендарного абнормала, раненые Уилл и Магнус оказываются под завалом, где вынуждены посмотреть в глаза правде о себе и своих отношениях. |    |                                                              |                    |                              |                          |                           |
| 58 | 12 | «Убежище ни для кого. Часть 1» «Sanctuary for None (Part 1)» | Дэмиан Киндлер     | Джеймс Торп                  | 23 декабря 2011          | 1.115                     |
| К Магнус обращается один из лидеров Полой Земли, которому нужна помощь в постройке нового жилья на поверхности для его людей, но все осложняется, когда вмешиваются правительственные силы. Аддисон возобновляет федеральные полномочия Уилла.                  |    |                                                              |                    |                              |                          |                           |
| 59 | 13 | «Убежище ни для кого. Часть 2» «Sanctuary for None (Part 2)» | Дэмиан Киндлер     | Дэмиан Киндлер               | 30 декабря 2011          | 1.288                     |
| Новая родина абнормалов под угрозой, Генри и Тесла узнают, что SCIU. превратили разработки Теслы в оружие против абнормалов. Бигфут и Кейт расследуют становление Калеба, а Уилл и Эбби изучают прошлое Магнус.                                                 |    |                                                              |                    |                              |                          |                           |

## Сноски
1. ↑  Сюжет этого эпизода продолжается уже в ТВ эпизоде "Мираж"
2. ↑  В соответствии с  ISN News.net Архивная копия от 16 октября 2013 на Wayback Machine рейтинг 1.6
3. ↑  В соответствии с  ISN News.net Архивная копия от 16 октября 2013 на Wayback Machine рейтинг 1.6
4. ↑  В соответствии с  ISN News.net Архивная копия от 16 октября 2013 на Wayback Machine рейтинг 1.4
5. ↑  В соответствии с  ISN News.net Архивная копия от 16 октября 2013 на Wayback Machine рейтинг 1.5
6. ↑  В соответствии с  ISN News.net Архивная копия от 16 октября 2013 на Wayback Machine рейтинг 1.5
7. ↑  В соответствии с GateWorld News Архивная копия от 22 октября 2012 на Wayback Machine рейтинг 1.4
8. ↑  Оригинальная дата выхода на ITV4 29 декабря 2008; The Sci Fi Channel выпустил эпизод в эфир позже, 2 января 2009
9. ↑  Оригинальная дата выхода на ITV4 5 января 2009; The Sci Fi Channel выпустил эпизод в эфир позже, 9 января 2009
10. ↑  Специальное подразделение по борьбе с повстанцами (The Specified Counter-Insurgency Unit), или SCIU, является новым подразделением Министерства внутренней безопасности США по охоте на абнормалов, созданным после попытки вторжения из Полой Земли и разрыва правительством всех связей с сетью убежищ. Доктор Уилл Циммерман и Эбби Корриган были призваны в SCIU в качестве специальных агентов.